# Muzeum nové generace
Muzeum nové generace je interaktivní a multimediální expozice v zámku ve Žďáře nad Sázavou, umístěno je v budově bývalého pivovaru na adrese Zámek čp. 8. Otevřeno bylo 1. srpna 2015, zřizováno je rodinou Kinských. V roce 2016 bylo Muzeum nové generace nominováno na cenu v soutěži DestinaCZe, konkrétně v kategorii Fénix – Znovuzrozený projekt. Exponáty byly zapůjčeny z významných českých institucí. Projekt zaštítil ministr kultury, místostarosta a starosta Žďáru nad Sázavou.

## Expozice

### Muzeum nové generace
Expozice je tvořena zážitkovými prvky i sbírkovými předměty zapůjčenými z různých muzeí (např. Národní muzeum či Národní technické muzeum v Praze). Expozice je rozdělena do dvou podlaží, kdy jedno podlaží se zabývá obdobím středověku a cisterciáckým řádem, druhé je věnováno baroku.
Během prohlídky návštěvník vstoupí do temných hvozdů, kde nebojácní mniši vybudovali první klášter. Seznámí se s jedním dnem v životě mnicha a objeví krásu cisterciáckého umění. Poté se díky kaleidoskopu přesune do období prosperity, rozkvětu umění, vědy a architektury, do období baroka. Seznámí se s opatem Vejmluvou, výraznou osobností bývalého kláštera, potká geniálního architekta Jana Blažeje Santiniho-Aichela a pronikne do matematických tajů Poutního kostela sv. Jana Nepomuckého na Zelené hoře.
Muzeum nové generace může posloužit jako klíč k pochopení celého areálu bývalého kláštera a dnešního zámku ve Žďáru nad Sázavou. Muzeum nabízí i komentované prohlídky celého areálu.

### Barokní umění ze sbírek Národní galerie v Praze
Expozice barokního umění nabízí vybraný soubor uměleckých děl středoevropské provenience a evokuje především kulturní prostředí klášterů 17. a 18. století. Vedle děl s náboženskou tematikou, jež tvoří těžiště této expozice, vybrali autoři Lenka Stolárová a Vít Vlnas obrazy a sochy charakteristické pro barokní klášterní sbírky. Výstava barokního umění ze sbírek Národní galerie v Praze navazuje jak na historickou tradici klášterních galerií, tak na zdejšího genia loci, spjatého v prvé řadě s barokními památkami evropského významu.
Z velkých jmen barokního malířství v Čechách jsou zastoupeni Karel Škréta, Michael Václav Halbax, Petr Brandl a Jan Kupecký. Sochařství reprezentují mimo jiné Matyáš Bernard Braun i méně známý, ovšem neméně schopný Braunův synovec Antonín. Nechybí však ani práce z dílen Ferdinanda Maxmiliána Brokoffa či Ignáce Františka Platzera. Expozici Barokní umění ze sbírek Národní galerie v Praze byla udělena záštita České komise pro UNESCO.

## Prohlídkové trasy

### Po stopách Santiniho
Během této prohlídky návštěvník uvidí nejzajímavější místa bývalého cisterciáckého kláštera – nynějšího zámku, která jsou spojena s výjimečným architektem Janem Blažejem Santini-Aichelem. Seznámí se se životem v cisterciáckém řádu, vstoupí do osobního sídla opata – prelatury, navštíví baziliku Nanebevzetí Panny Marie a sv. Mikuláše, zavítá do obydlí mnichů – konventu, nahlédne do studniční kaple a objeví původní sádky ze 13. století.

## Živý zámek
Díky revitalizaci celého areálu se také začíná konat větší počet kulturních akcí. Z nejvýznamnějších je to například festival současného pohybového umění a tance KoresponDance nebo festival Čtvero ročních období, který v sobě zahrnuje Dny otevřených zahrad v květnu, Klášterní noc v září, Den dýní v říjnu a vánoční kulturní program o adventních víkendech. Konají se zde také různá setkání a přednášky.

## Edukační programy
V rámci expozice v Muzeu nové generace se konají také edukační programy pro základní a střední školy. Žáci a studenti se tak zprostředkovaně seznámí s vybranými tématy v autentickém prostředí a zároveň v širokých souvislostech a dobovém kontextu. Všechny nabízené programy sledují cíle stanovené v rámcově vzdělávacích programech MŠMT ČR a zároveň jsou postaveny na mimořádné příležitosti představit mezipředmětové vazby v autentickém a stále živém prostředí, kde se setkávají jednotlivé obory lidské činnosti, historie se současností, světské s duchovním.